# Großsteingrab Badenstedt
Das Großsteingrab Badenstedt (auch als Fürstengruft, Steinhaus oder Hünenkeller bezeichnet) ist eine Grabanlage der jungsteinzeitlichen Trichterbecherkultur nahe dem zur Gemeinde Zeven gehörenden Ortsteil Badenstedt im Landkreis Rotenburg (Wümme), Niedersachsen. Es trägt die Sprockhoff-Nummer 648.

## Lage
Das Grab befindet sich südöstlich von Badenstedt in einem als Steinahlken oder Steinalkenheide bezeichneten Flurstück. Nur wenige Meter südlich der Anlage befindet sich eine Gruppe von 70 Grabhügeln.

## Beschreibung
Die Anlage ist nordost-südwestlich orientiert und weist einen starken Zerstörungsgrad auf. Ernst Sprockhoff konnte bei seiner Aufnahme 1930 noch eine flache Hügelschüttung und sechs Steine ausmachen, von denen einer ein Deckstein ist. Ein weiterer Deckstein war 1920 für die Errichtung eines Kriegerdenkmals entfernt worden. 1978 wurde eine Ausgrabung und Rekonstruktion des Grabes vorgenommen. Hierbei wurde die südwestliche Hälfte der Grabkammer mit einem Stein an der Schmalseite, je zwei an den Langseiten sowie dem Deckstein wieder aufgebaut.

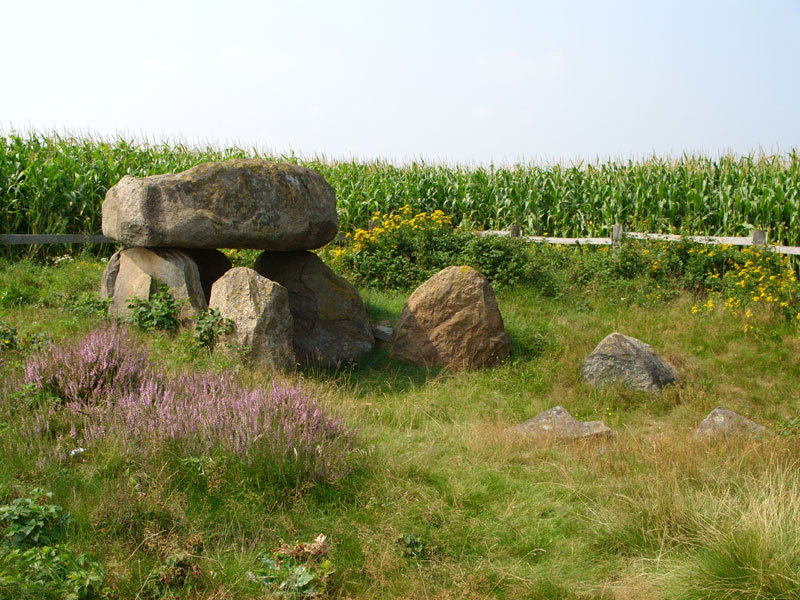
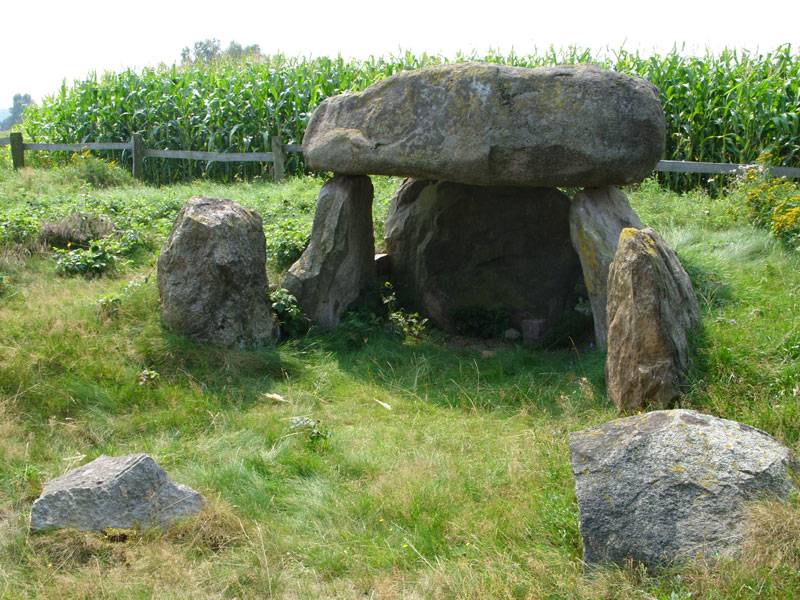